# Andries Nieman
Andries Christiaan Niemann (11 settembre 1927 – Postmasburg, 13 agosto 2009) è stato un pugile sudafricano.

## Palmarès

### Olimpiadi
- Bronzo a Helsinki 1952 nei pesi massimi.